# Salvatore Maranzano
Salvatore Maranzano (ur. 1886, zm. 10 września 1931) – działający w Nowym Jorku gangster pochodzący z sycylijskiego Castellammare del Golfo; miał stać się „szefem szefów” z ramienia Vita Cascio-Ferry. Jako jeden z pierwszych gangsterów zaproponował podział nowojorskiego półświatka na Pięć Rodzin; plan ten później zrealizował Lucky Luciano po roku 1931.
Przybył do Stanów Zjednoczonych – po raz pierwszy w 1918 roku – a następnie 7 lat później; ostatecznie osiadł w Nowym Jorku w 1927 roku.
Pełnił rolę wysłannika capo di tutti capi mafii sycylijskiej Vita Cascio-Ferry. Don Vito liczył, że w niedalekiej przyszłości stanie na czele mafii amerykańskiej, jednak plan ten pokrzyżowały władze włoskie, skazując go na dożywotne więzienie.
Pozostawiony sam sobie Maranzano podjął wyzwanie rzucone przez innego mafiosa starej daty, Joego Masserię, co stało się przyczyną rozpoczęcia wojny castellammaryjskiej.
W trakcie jej trwania (1929-1931) skupił wokół siebie imigrantów ze swojego rodzinnego miasteczka, zginął jego główny konkurent − Giuseppe „Joe Boss” Masseria, zastrzelony 15 kwietnia 1931 r. w restauracji na Coney Island. Po jego śmierci Maranzano obwołał się „szefem szefów”, lecz jego panowanie nie trwało zbyt długo. 10 września 1931 roku został zastrzelony w swoim biurze przy Grand Central w Nowym Jorku. Wyrok wykonali płatni zabójcy żydowskiego pochodzenia w wyniku potajemnej współpracy „Lucky” Luciano i Meyera Lansky'ego, którzy wcześniej przyczynili się do śmierci Masserii.